# 格里伊
格里伊（法語：Grilly，法語發音：[ɡʁiji]）是法国东部安省的一个市镇，属于热克斯区。

## 地理
格里伊（46°19'50"N, 6°6'54"E）面积7.5 平方千米，位于法国奥弗涅-罗讷-阿尔卑斯大区安省，该省份为法国东部省份，北起汝拉省，西北接索恩-卢瓦尔省，西接罗讷省和里昂大都会，南至伊泽尔省，东与萨瓦省、上萨瓦省和瑞士接壤。
与格里伊接壤的市镇（或旧市镇、城区）包括：塞西、迪沃讷莱班、热克斯、索韦尔尼、沃桑西、科穆尼、树林沙瓦讷、韦尔苏瓦。

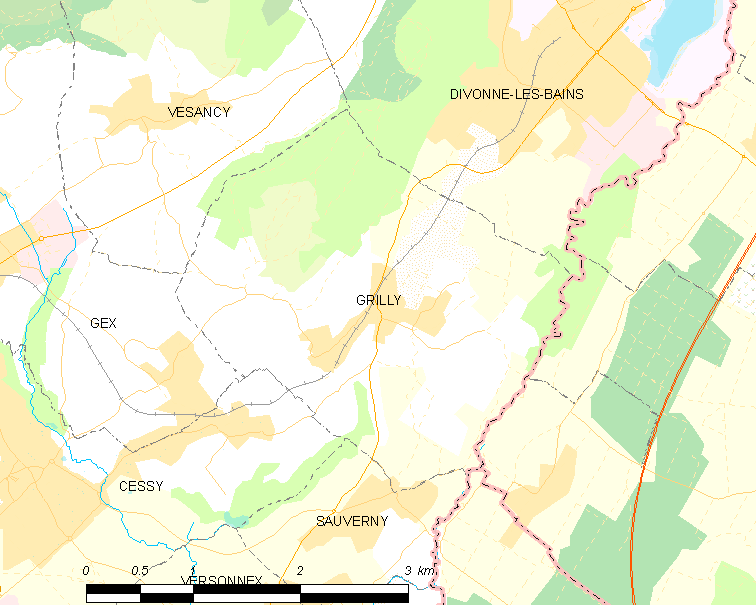
格里伊的OSM定位图

格里伊的时区为UTC+01:00、UTC+02:00（夏令时）。

## 行政
格里伊的邮政编码为01220，INSEE市镇编码为01180。

## 政治
格里伊所属的省级选区为热克斯县。

## 人口

1962-2008年间格里伊人口变化图示

格里伊于2022年1月1日时的人口数量为873人。